# Mahéru
Mahéru – miejscowość i gmina we Francji, w regionie Normandia, w departamencie Orne.
Według danych na rok 1990 gminę zamieszkiwało 250 osób, a gęstość zaludnienia wynosiła 13 osób/km² (wśród 1815 gmin Dolnej Normandii Mahéru plasuje się na 641. miejscu pod względem liczby ludności, natomiast pod względem powierzchni na miejscu 133.).